# Code réseau UIC
Le code réseau UIC est un code numérique à deux chiffres attribué par l'Union internationale des chemins de fer (UIC) et par l'Organisation pour la coopération des chemins de fer (OSJD) pour désigner de 1964 à 2003 les compagnies de chemins de fer membres de ces organisations. Ce code intervenait notamment dans la composition des numéros de wagons et de voitures de chemin de fer et était décrit dans la fiche UIC no 920-1 « Codification numérique unifiée des réseaux de Chemin de fer ».
Au vu du développement du nombre de compagnies de chemins de fer, un code numérique à quatre chiffres dénommé « RICS » remplace ce code réseau depuis le 1er juillet 2003.
Les codes réseaux ont été repris pour identifier les pays concernés par le trafic ferroviaire dans la fiche UIC n°920-14 intitulée « Codification numérique unifiée des pays pour le trafic ferroviaire » (voir la liste des codes pays UIC).
Le code réseau UIC est toujours utilisé dans la composition de code emplacement des gares appelé « Code UIC » qui devait disparaître au profit du code ENEE qui était composé du code RICS ainsi qu'un code emplacement. En 2019, l'utilisation du code ENEE a été abandonné pour revenir au code UIC.

## Description des codes
L'objectif de cette codification, applicable depuis janvier 1964, était d'identifier de manière unique dans l'échange international de données chaque compagnie ferroviaire.
Le code de chaque réseau était un code numérique de deux chiffres allant de 01 à 99. Il était attribué un seul code par réseau, mais plusieurs réseaux pouvaient avoir le même code, lorsqu'il s'agissait de réseaux n'ayant aucune inter-circulation de véhicule.
Dans un premier temps, afin d'éviter des erreurs de transmission de données, le chiffre des unités ne pouvait être supérieur au chiffre des dizaines, ce qui réduisait le risque en cas d'interversion des chiffres, mais limitait de moitié le nombre de codes disponibles.

### De 1964 à 1975: la liste initiale
La liste initiale de 1964 était la suivante (Source Fiche UIC n°438 datée de 1966).
| Code                                                    | Réseau                                        | Sigle   | Pays                              |
| ------------------------------------------------------- | --------------------------------------------- | ------- | --------------------------------- |
| Réseau de l'UIC à voie large, non membre du RIV         |                                               |         |                                   |
| 10                                                      | Valtionrautatiet                              | VR      | Finlande                          |
| Réseau d'Europe membre de l'OSJD                        |                                               |         |                                   |
| 20                                                      | Sowetskije schelesnyje dorogi                 | SZD     | URSS                              |
| 21                                                      | Hekurudha Shqiptare                           | HSH     | Albanie                           |
| Réseau d'Asie membre de l'OSJD                          |                                               |         |                                   |
| 30                                                      | Zoesen Chelto                                 | KRZ     | Corée du Nord                     |
| 31                                                      | Mongolyn Tömör Zam                            | MTZ     | Mongolie                          |
| 32                                                      | Đường sắt Việt Nam                            | DSVN    | Vietnam                           |
| 33                                                      | Zhong Guo Tie Lu                              | KZD     | Chine                             |
| Compagnie privée membre à la fois de l'OSJD et de l'UIC |                                               |         |                                   |
| 43                                                      | Győr-Sopron-Ebenfurti Vasút                   | GySEV   | Hongrie / Autriche                |
| 44                                                      | Chemin de fer local de Budapest               | BHEV    | Hongrie                           |
| Réseau d'Europe membre à la fois de l'OSJD et de l'UIC  |                                               |         |                                   |
| 50                                                      | Deutsche Reichsbahn                           | DR      | République démocratique allemande |
| 51                                                      | Polskie Koleje Państwowe                      | PKP     | Pologne                           |
| 52                                                      | Bălgarski Dăržavni Železnici                  | BDZ     | Bulgarie                          |
| 53                                                      | Caile Ferate Romane                           | CFR     | Roumanie                          |
| 54                                                      | Československé státní dráhy                   | ČSD     | Tchécoslovaquie                   |
| 55                                                      | Magyar Államvasutak                           | MÁV     | Hongrie                           |
| Compagnie privée membre de l'UIC                        |                                               |         |                                   |
| 61                                                      | Chemins de fer d'Anzin                        | ANZ     | France                            |
| 62                                                      | Chemins de fer privés suisses                 | SP      | Suisse                            |
| 63                                                      | Chemin de fer du Lötschberg                   | BLS     | Suisse                            |
| 64                                                      | Ferrovie Nord Milano                          | FNM     | Italie                            |
| 65                                                      | Chemins de fer de Rjukan                      | RjK     | Norvège                           |
| 66                                                      | Compagnie Internationale des Wagons-Lits      | CIWL    | France                            |
| Réseau membre de l'UIC                                  |                                               |         |                                   |
| 70                                                      | British Rail                                  | BR      | Royaume-Uni                       |
| 71                                                      | Red Nacional de los Ferrocarriles Españoles   | RENFE   | Espagne                           |
| 72                                                      | Jugoslovenske Železnice                       | JŽ      | Yougoslavie                       |
| 73                                                      | Organismos Sidirodromon Elladas               | CEH     | Grèce                             |
| 74                                                      | Statens Järnvägar                             | SJ      | Suède                             |
| 75                                                      | Türkiye Cumhuriyeti Devlet Demiryolları       | TCDD    | Turquie                           |
| 76                                                      | Norges Statsbaner                             | NSB     | Norvège                           |
| Réseau membre de l'UIC et membre du pool EUROP          |                                               |         |                                   |
| 80                                                      | Deutsche Bundesbahn                           | DB      | Allemagne de l'Ouest              |
| 81                                                      | Österreichische Bundesbahnen                  | ÖBB     | Autriche                          |
| 82                                                      | Chemins de fer luxembourgeois                 | CFL     | Luxembourg                        |
| 83                                                      | Ferrovie dello Stato                          | FS      | Italie                            |
| 84                                                      | Nederlandse Spoorwegen                        | NS      | Pays-Bas                          |
| 85                                                      | Chemins de fer fédéraux suisses               | SBB-CFF | Suisse                            |
| 86                                                      | Danske StatsBaner                             | DSB     | Danemark                          |
| 87                                                      | Société nationale des chemins de fer français | SNCF    | France                            |
| 88                                                      | Société nationale des chemins de fer belges   | B       | Belgique                          |
| Réseau de l'UIC non membre du RIV                       |                                               |         |                                   |
| 94                                                      | Caminhos de ferro portugueses                 | CP      | Portugal                          |
| 96                                                      | Chemins de fer de l'Iran                      | RAI     | Iran                              |
| 97                                                      | Chemins de Fer Syriens                        | CFS     | Syrie                             |
| 98                                                      | Office des chemins de fer de l'État libanais  | CEL     | Liban                             |
| 99                                                      | Iraqi Republic Railways                       | IRR     | Irak                              |

### De 1975 à 1980: une première adaptation
En 1975, il apparaît utile d'adapter la liste pour l'étendre à quelques réseaux.
La liste suivante reprend les modifications par rapport à la liste précédente (Source Fiche UIC n°438 datée de 1975) :
| Code                      | Réseau                                         | Sigle | Pays        | Remarque          |
| ------------------------- | ---------------------------------------------- | ----- | ----------- | ----------------- |
| Organismes internationaux |                                                |       |             |                   |
| 05                        | Interfrigo                                     | IF    | Suisse      |                   |
| 06                        | Ferry-Boat                                     | IFB   | Belgique    | Devenu Stena Line |
| 07                        | Intercontainer                                 | IC    | Suisse      |                   |
| 08                        | BR Railways ER                                 |       | Royaume-Uni | Devenu Sealink    |
| 09                        | BR Railways SR                                 |       | Royaume-Uni | Devenu Hoverspeed |
| Réseaux ajoutés           |                                                |       |             |                   |
| 42                        | Japanese National Railways                     | JNR   | Japon       |                   |
| 60                        | Córas Iompair Éireann (de)                     | CIÉ   | Irlande     |                   |
| 91                        | Société nationale des chemins de fer tunisiens | SNCFT | Tunisie     |                   |
| 92                        | Société nationale des transports ferroviaires  | SNTF  | Algérie     |                   |
| 93                        | Office national des chemins de fer du Maroc    | ONCFM | Maroc       |                   |

### De 1980 à 1990: stabilisation
À partir de 1980, de nouveaux codes sont introduits ou modifiés, toujours en conformité avec les répartitions de 1964 :
| Code                        | Réseau                                   | Sigle | Pays     | Remarque            |
| --------------------------- | ---------------------------------------- | ----- | -------- | ------------------- |
| Organismes internationaux   |                                          |       |          |                     |
| 03                          | Communauté européenne du rail            | CER   | Belgique |                     |
| 11                          | Union internationale des chemins de fer  | UIC   | France   |                     |
| 12                          | Transfesa                                | TF    | France   |                     |
| 14                          | Compagnie Internationale des Wagons-Lits | CIWL  | France   | était 66 auparavant |
| Réseaux modifiés ou ajoutés |                                          |       |          |                     |
| 41                          | Hekurudha Shqiptare                      | HSH   | Albanie  | était 21 auparavant |
| 90                          | Egyptian Railways (en)                   | ER    | Égypte   |                     |
| 95                          | Israel Railways                          | IR    | Israël   |                     |

### De 1990 à 2003: extension
À la suite de la réunification allemande, de la dislocation de l'URSS et de la Yougoslavie, la création de nouveaux codes pour les nouveaux états a modifié de manière importante cette codification.
La liste suivante reprend les nouveaux codes attribués :
| Code | Réseau                                    | Sigle     | Pays                                | Remarque                        |
| ---- | ----------------------------------------- | --------- | ----------------------------------- | ------------------------------- |
| 20   | Rossijskie Železnye Dorogi                | RŽD       | Russie                              | conserve son code               |
| 21   | Belaruskaja Čygunka                       | BC - БЧ   | Biélorussie                         | ex-URSS                         |
| 22   | Ukrzaliznytsia                            | UZ        | Ukraine                             | ex-URSS                         |
| 23   | Calea Ferată din Moldova (en)             | CFM       | Moldavie                            | ex-URSS                         |
| 24   | Lietuvos Geležinkeliai                    | LG        | Lituanie                            | pays balte ex-URSS              |
| 25   | Latvijas dzelzceļš                        | LDZ       | Lettonie                            | pays balte ex-URSS              |
| 26   | Eesti Vabariigi Raudtee                   | EVR       | Estonie                             | pays balte ex-URSS              |
| 27   | Khazakhstan Temir Zholy                   | KTZ       | Kazakhstan                          | ex-URSS                         |
| 28   | Sakartvelos Rkinigza                      | GR        | Georgie                             | ex-URSS                         |
| 29   | Uzbekiston Temir Yullari                  | UTY - ЎTЙ | Ouzbékistan                         | ex-URSS                         |
| 44   | Željeznice Republike Srpske               | ŽRS       | République serbe de Bosnie          | ex-Yougoslavie                  |
| 50   | Željeznice Federacije Bosne i Hercegovine | ŽFBH      | Fédération de Bosnie-et-Herzégovine | ex-Yougoslavie Code de l'ex-RDA |
| 54   | České dráhy                               | ČD        | République tchèque                  | ex-Tchécoslovaquie              |
| 56   | Železnice Slovenskej Republiky            | ŽSSK      | Slovaquie                           | ex-Tchécoslovaquie              |
| 57   | Azerbaycan Dövlet Demir Yolu              | ADDY      | Azerbaïdjan                         | ex-URSS                         |
| 59   | Kyrgyz Temir Žol                          | KTZ, KRG  | Kirghizistan                        | ex-URSS                         |
| 65   | Makedonski Železnici                      | MZ        | Macédoine                           | ex-Yougoslavie                  |
| 66   | Rokhy Okhany Tochikiston                  | TŽD       | Tadjikistan                         | ex-URSS                         |
| 67   | TurkmenDemiRollari                        | TRK, TDY  | Turkmenistan                        | ex-URSS                         |
| 69   | Eurotunnel                                | ET        | Royaume-Uni/France                  | Tunnel transmanche              |
| 72   | Železnice Srbije                          | ZS        | Serbie                              | ex-Yougoslavie conserve le code |
| 78   | Hrvatske Željeznice                       | HŽ        | Croatie                             | ex-Yougoslavie                  |
| 79   | Slovenske Železnice                       | SŽ        | Slovénie                            | ex-Yougoslavie                  |
| 80   | Deutsche Bahn                             | DBAG      | Allemagne                           | fusion avec la DR               |

### Les réseaux locaux
Certaines compagnies européennes, n'ayant pas de trafic international, se sont vu affecter un code UIC afin d'immatriculer leurs véhicules. Plusieurs compagnies peuvent partager le même code, puisqu'elles n'ont pas d'échange de véhicules. Ces codes sont pris dans les séries 34 à 38 et 45 à 48.

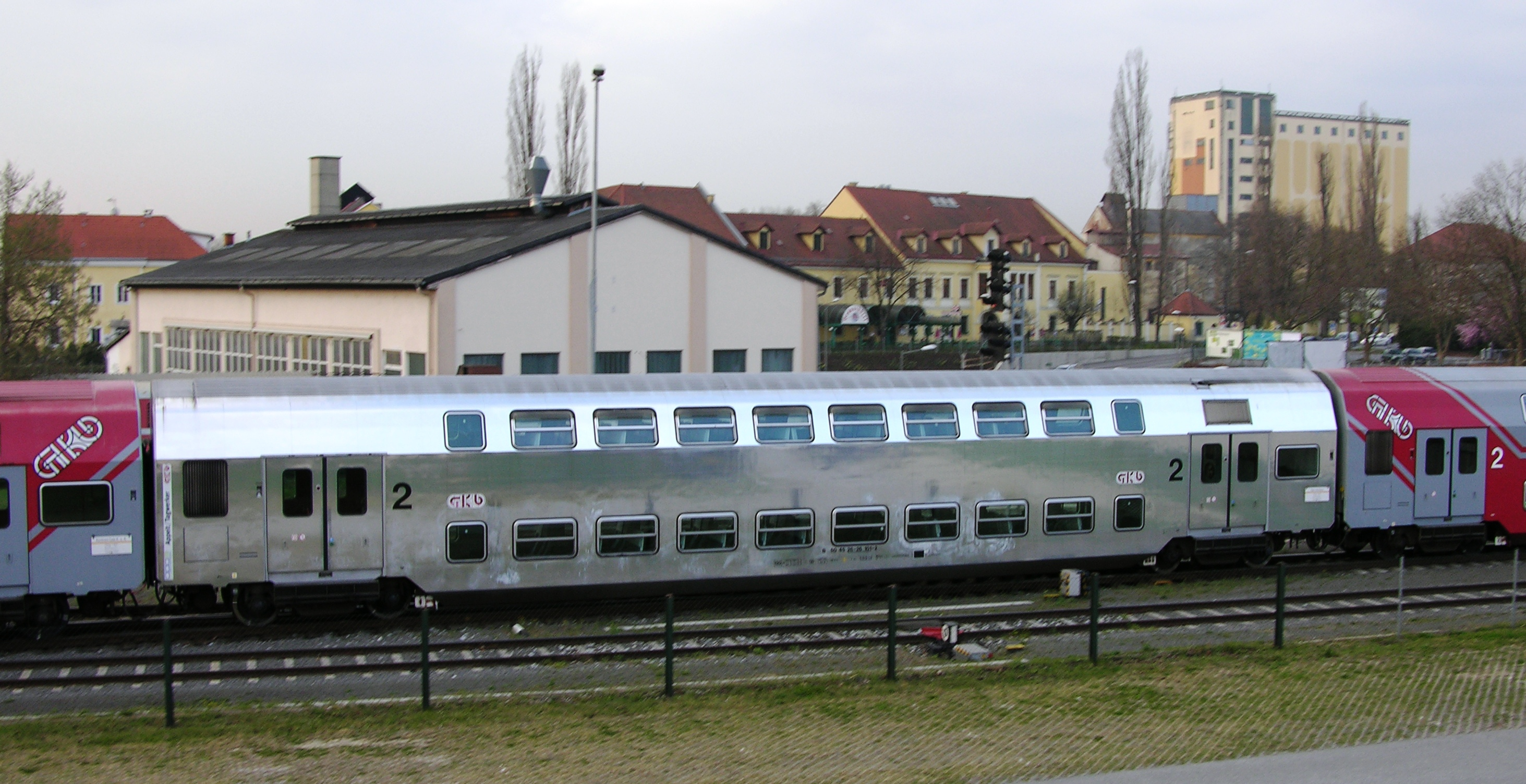
Une voiture à deux niveaux des GKB

En voici la liste,, :
| Code | Réseau                                                                                | Sigle      | Pays     |
| ---- | ------------------------------------------------------------------------------------- | ---------- | -------- |
| 34   | Odsherreds Jernbane (da)                                                              | OHJ        | Danemark |
| 34   | Steiermärkische Landesbahnen (de)                                                     | StLB       | Autriche |
| 34   | Chemin de fer Pont-Brassus Transports Vallée de Joux, Yverdon-les-Bains, Sainte Croix | PBr TRAVYS | Suisse   |
| 35   | Lollandsbanen (da)                                                                    | LJ         | Danemark |
| 35   | Stern & Hafferl Verkehrsgesellschaft (de)                                             | StH        | Autriche |
| 35   | Régional du Val-de-Travers Transports régionaux neuchâtelois                          | RVT TRN    | Suisse   |
| 36   | Gruyère - Fribourg - Morat                                                            | GFM        | Suisse   |
| 37   | Wiener Lokalbahnen                                                                    | WLB        | Autriche |
| 37   | Sensetalbahn                                                                          | STB        | Suisse   |
| 37   | Transports de Martigny et Régions (ex MC, MO)                                         | TMR        | Suisse   |
| 38   | Regionalverkehr Mittelland (ex EBT, SMB, VHB)                                         | RM         | Suisse   |
| 45   | Graz-Köflacher Bahn und Busbetrieb (de)                                               | GKB        | Autriche |
| 45   | Sihltal Zürich Uetliberg Bahn                                                         | SZU        | Suisse   |
| 46   | Mittelthurgaubahn (de) Thurgau - Bodensee                                             | MThB       | Suisse   |
| 47   | Schweizerische Südostbahn                                                             | SOB        | Suisse   |
| 47   | Chemins de fer du Jura                                                                | CJ         | Suisse   |
| 48   | Bodensee Toggenburg Bahn                                                              | BT         | Suisse   |
| 49   | Rorschach-Heiden Bahn                                                                 | RHB        | Suisse   |